# 濉城镇
濉城镇是中国福建省三明市建宁县下辖的一个镇。区域面积6.4平方千米。

## 行政区划
濉城镇共辖5个社区、1个行政村，分别是：
河东社区、复兴社区、溪口社区、新生社区、水南社区、水南村。